# Banyusoco
Banyusoco is een bestuurslaag in het regentschap Gunung Kidul van de provincie Jogjakarta, Indonesië. Banyusoco telt 5176 inwoners (volkstelling 2010).